# Karpatské dřevěné chrámy v Polsku a na Ukrajině
Karpatské dřevěné chrámy v Polsku a na Ukrajině je souhrnné pojmenování pro 16 dřevěných chrámů, které od roku 2013 figurují na seznamu světového dědictví UNESCO. Jde o chrámy katolické a pravoslavné církve postavené mezi 16. a 19. stoletím. 8 chrámů leží na Ukrajině, 8 v Polsku.

## Seznam
| Foto | Název (polsky / ukrajinsky)                                                                          | Umístění                                                             | Id. číslo |
| ---- | --- | -------------------------------------------------------------------- | --------- |
|      | Sv. Michala Archanděla (Św. Michała Archanioła/ Архангела Михаїла)                                   | Brunary 49°32′2″ s. š., 21°1′56″ v. d. Malopolsko                    | 1424-001  |
|      | Narození přesvaté Bohorodičky (Narodzenia Przenajświętszej Bogurodzicy/ Різдва Пресвятої Богородиці) | Chotyniec 49°57′11″ s. š., 23°0′10″ v. d. Podkarpatské vojvodství    | 1424-002  |
|      | Sv. Jiří (Św. Jerzego/ Св. Юра)                                                                      | Drohobyč 49°20′52″ s. š., 23°29′59″ v. d. Lvovská oblast             | 1424-003  |
|      | Sv. Paraskevy (Św. Paraskewy/ Св. Параскеви)                                                         | Kwiatoń 49°30′5″ s. š., 21°10′22″ v. d. Malopolsko                   | 1424-004  |
|      | Nejsvětější Bohorodičky (Najświętszej Bogurodzicy (Sw. Dymitra)/ Собору Пресвятої Богородиці)        | Matkiv 48°54′56″ s. š., 23°6′32″ v. d. Lvovská oblast                | 1424-005  |
|      | Narození přesvaté Bohorodičky (Narodzenia Przenajświętszej Bogurodzicy/ Різдва Пресвятої Богородиці) | Nižnij Verbiž 48°29′55″ s. š., 25°0′41″ v. d. Ivanofrankivská oblast | 1424-006  |
|      | Ochrany Matky Boží (Opieki Matki Bożej/ Покрови Пресвятої Богородиці)                                | Owczary 49°35′19″ s. š., 21°11′28″ v. d. Malopolsko                  | 1424-007  |
|      | Sv. Ducha (Św. Ducha/ Св. Духа)                                                                      | Potělič 50°12′31″ s. š., 23°33′3″ v. d. Lvovská oblast               | 1424-008  |
|      | Sv. Jakuba (Św. Jakuba/ св. Якова)                                                                   | Powroźnik 49°22′11″ s. š., 20°57′2″ v. d. Malopolsko                 | 1424-009  |
|      | Sv. Paraskevy (Św. Paraskewy/ Св. Параскеви)                                                         | Radruż 50°10′35″ s. š., 23°24′3″ v. d.> Podkarpatské vojvodství      | 1424-010  |
|      | Sv. Ducha (Św. Ducha/ Св. Духа)                                                                      | Rohatyn 49°24′37″ s. š., 24°36′10″ v. d. Ivanofrankivská oblast      | 1424-011  |
|      | Sv. Michala Archanděla (Św. Michała Archanioła/ Архангела Михаїла)                                   | Smolnik 49°12′35″ s. š., 22°41′16″ v. d. Podkarpatské vojvodství     | 1424-012  |
|      | Sv. Michala Archanděla (Św. Michała Archanioła/ Архангела Михаїла)                                   | Turzańsk 49°22′9″ s. š., 22°7′44″ v. d. Podkarpatské vojvodství      | 1424-013  |
|      | Sv. Michala Archanděla (Św. Michała Archanioła/ Архангела Михаїла)                                   | Užok 48°59′2″ s. š., 22°51′16″ v. d. Zakarpatská oblast              | 1424-014  |
|      | Nanebevstoupení Páně (Wniebowstąpienia Pańskiego/ Вознесіння Господнього)                            | Jasiňa 48°16′30″ s. š., 24°21′11″ v. d. Zakarpatská oblast           | 1424-015  |
|      | Sv. Trojice (Św. Trójcy/ Святої Трійці)                                                              | Žovkva 50°3′19,22″ s. š., 23°58′55,97″ v. d. Lvovská oblast          | 1424-016  |